# Peynir helvası
Peynir helvası (tr. dal turco: "halva di formaggio") è un dolce turco avente come ingredienti principali formaggio, farina, zucchero, acqua o latte, margarina e olio; in alcune zone si usa anche semolino. È importante utilizzare formaggio di pecora grasso. Secondo la regione, la scelta del formaggio e il modo in cui viene prodotto possono variare, ma il formaggio deve essere privo di sale. È un dessert tipico della regione della Tracia turca.

## Preparazione e consumo
In generale, il formaggio viene fuso in piccoli pezzi a fuoco basso. Dopo che la farina è stata arrostita e aggiunta di acqua zuccherata, il formaggio fuso viene aggiunto a questa miscela. L'halva di formaggio è un tipo di dessert che deve di preferenza essere consumato caldo.